# Агентство национальной безопасности Северной Македонии
Агентство национальной безопасности Северной Македонии (макед. Агенција за национална безбедност, алб. Administrata për siguri dhe kundërzbulim, сокращённо АНБ) — контрразведывательная служба Северной Македонии, самостоятельный орган государственного управления, отвечающий за обеспечение национальной безопасности страны. Образовано в 1995 году под названием Дирекция безопасности и контрразведки (макед. Дирекција за безбедност и контраразузнавање, сокращённо ДБК), в 2004 году переименовано в Управление безопасности и контрразведки (макед. Управа за безбедност и контраразузнавање), сокращённо УБК); подчинялось Министерству внутренних дел Республики Македония

## История
Формальным и фактическим предшественником Агентства национальной безопасности Северной Македонии является Отделение по защите народа) (ОЗНА), образованное 13 мая 1944 года в Дрваре и являвшегося единой службой безопасности в те годы в Югославии. В ведение ОЗНА входили и разведывательная, и контрразведывательная деятельность по защите вооружённых сил и институтов Народно-освободительного движения. Также ОЗНА осуществляла борьбу против террористических и экстремистских группировок, среди которых были и члены движения Балли Комбетар.
Македонское республиканское управление ОЗНА было сформировано в июле 1944 года в селе Рамно под Куманово. До 31 января 1946 года ОЗНА и её управления подчинялись Министерству обороны Югославии, прежде чем перейти в ведомство Министерства внутренних дел Югославии. В дальнейшем ОЗНА было преобразовано в другую службу, Управление государственной безопасности Югославии (УДБА), функции которой остались теми же; в то же время она стаа бороться и против коллаборационистских групп, и против террористических и сепаратистских группировок, и против организованных преступных сообществ. В 1966 году правопреемником УДБА стала Служба государственной безопасности (СДД).
После распада Югославии республиканское отделение СДД в Македонии стало основой для формирования новой службы безопасности. В 1991—1995 годах им руководил Слободан Богоевский. В 1995 году СДД было преобразовано в Дирекцию безопасности и контрразведке. В 2000 году были внесены изменения в Закон об организации и работе государственных органов. Дирекция была преобразована в Управление безопасности и контрразведки (с 2004 года главой был уже директор Управления).
До июня 2017 года пост директора УБК занимал Владимир Атанасовский, позже его сменил Горан Николовский. В 2019 году УБК снова претерпел изменения и был преобразован в Агентство национальной безопасности.

## Деятельность
Агентство национальной безопасности отвечает за защиту независимости, суверенитета, конституционного строя, основных свобод и прав человека и гражданина Северной Македонии. В частности, его правопреемник в лице Управления безопасности и контрразведки проводил мероприятия по борьбе против шпионажа, терроризма и иных видов подозрительной деятельности, ставивших под угрозу работоспособность демократических институтов, утверждённых Конституцией Северной Македонии. Также УБК боролся против организованной преступности.
Контроль над деятельностью Агентства осуществляют генеральный прокурор Северной Македонии и судьи Верховного суда Северной Македонии. Во главе стоит директор, пост которого с 14 декабря 2022 года занимает Зарко Милошевский. У директора есть свой заместитель.
Агентство включает в свой состав отделения внутреннего контроля и внутренней ревизии, канцелярию директора и отделение международного и межинститутского сотрудничества. Также в структуру входят оперативный отдел, оперативно-технический отдел, региональные канцелярии Агентства (по общинам), аналитический отдел и отдел финансовых и юридических дел.

## Директора
| Имя                                        | Начало полномочий | Конец полномочий |
| ------------------------------------------ | ----------------- | ---------------- |
| Добри Величковский                         | 1995              | 1998             |
| Зоран Верушевский                          | 1998              | 1998             |
| Боян Бояновский                            | 1998              | 2001             |
| Горан Митевский                            | 2001              | 2002             |
| Никола Спасовский                          | 2002              | 2003             |
| Силян Аврамовский                          | 2003              | 2004             |
| Миле Зечевич                               | 2004              | 2006             |
| Сашо Миялков                               | 2006              | 2015             |
| Люпчо Андоновский                          | 2015              | 2016             |
| Владимир Атанасовский                      | 2016              | 2017             |
| Горан Николовский                          | 2017              | 2019             |
| Виктор Димовский                           | 1 сентября 2019   | 14 декабря 2022  |
| Зарко Милошевский (макед. Зарко Милошевски | 14 декабря 2022   | —                |